# Senohraby
Senohraby település Csehországban, a Kelet-prágai járásban. Senohraby Ondřejov, Pětihosty, Kaliště, Hrusice, Mirošovice, Čtyřkoly, Lštění és Pyšely településekkel határos. Lakosainak száma 1364 fő (2024. január 1.).

## Népesség
A település lakosságának változását az alábbi diagram mutatja:
| Lakosok száma | 333  | 266  | 448  | 1008 | 934  | 1158 | 1191 | 1222 | 1309 | 1364 |
|               | 1869 | 1900 | 1921 | 1961 | 1980 | 2011 | 2016 | 2019 | 2021 | 2024 |